# El Carrizal (Pantepec)
El Carrizal es una localidad del estado mexicano de Chiapas. Es parte del municipio de Pantepec.

## Demografía
| Gráfica de evolución demográfica |
|                                  |

| Censo | Población |
| ----- | --------- |
| 1940  | 93        |
| 1950  | 179       |
| 1960  | 239       |
| 1970  | 383       |
| 1980  | 526       |
| 1990  | 673       |
| 2000  | 741       |
| 2010  | 889       |
| 2020  | 1 077     |